# Hoovinahalli, Kadur
Hoovinahalli là một làng thuộc tehsil Kadur, huyện Chikmagalur, bang Karnataka, Ấn Độ.